# Juninho Bacuna
Juninho Bacuna (Groninga, provincia de Groninga, Países Bajos, 7 de agosto de 1997) es un futbolista curazoleño que juega de centrocampista en el Gaziantep F. K. de la Superliga de Turquía. Es internacional absoluto con Curazao.

## Trayectoria

### Groningen
Bacuna se formó en las inferiores del Groningen. Debutó en la Eredivisie el 5 de febrero de 2015 contra el Heracles Almelo, cuando entró en el minuto 79 por Yoell van Nieff en el empate 2-2 de visita.

### Reino Unido
Bacuna fichó por el Huddersfield Town de la Premier League el 20 de junio de 2018. En tres años en el club disputó más de 100 partidos y en agosto de 2021 fue traspasado al Rangers F. C. No tardó en volver a Inglaterra, ya que tras jugar doce encuentros en cinco meses, fue traspasado al Birmingham City F. C.

### Arabia Saudita y Turquía
El 28 de agosto de 2024 puso fin a su etapa en Birmingham, en la que jugó 111 partidos y anotó trece goles, después de ser transferido al Al-Wehda Club. Allí estuvo una única temporada y en julio de 2025 fichó por el Gaziantep F. K. turco.

## Selección nacional

### Partidos internacionales
| 1.  | 7 de noviembre de 2019   | Ergilio Hato, Willemstad, Curazao                      | Curazao | 1-0 | Haití                        |         | Liga de Naciones Concacaf  | 79' |
| 2.  | 10 de septiembre de 2019 | Sylvio Cator, Puerto Príncipe, Haití                   | Curazao | 1-1 | Haití                        |         | Liga de Naciones Concacaf  | 90' |
| 3.  | 13 de octubre de 2019    | Alejandro Morera Soto, Alajuela, Costa Rica            | Curazao | 0-0 | Costa Rica                   |         | Liga de Naciones Concacaf  | 90' |
| 4.  | 14 de noviembre de 2019  | Ergilio Hato, Willemstad, Curazao                      | Curazao | 1-2 | Costa Rica                   |         | Liga de Naciones Concacaf  | 90' |
| 5.  | 25 de marzo de 2021      | Ergilio Hato, Willemstad, Curazao                      | Curazao | 5-0 | San Vicente y las Granadinas | 1', 36' | Clasificación Mundial 2022 | 90' |
| 6.  | 28 de marzo de 2021      | Doroteo Guamuch Flores, Ciudad de Guatemala, Guatemala | Curazao | 2-1 | Cuba                         |         | Clasificación Mundial 2022 | 90' |
| 7.  | 5 de junio de 2021       | Manuel Felipe Carrera, Ciudad de Guatemala, Guatemala  | Curazao | 8-0 | Islas Vírgenes Británicas    |         | Clasificación Mundial 2022 | 46' |
| 8.  | 8 de junio de 2021       | Ergilio Hato, Willemstad, Curazao                      | Curazao | 0-0 | Guatemala                    |         | Clasificación Mundial 2022 | 90' |
| 9.  | 12 de junio de 2021      | Nacional Rod Carew, Cerro Patacón, Panamá              | Curazao | 1-2 | Panamá                       |         | Clasificación Mundial 2022 | 64' |
| 10. | 15 de junio de 2021      | Ergilio Hato, Willemstad, Curazao                      | Curazao | 0-0 | Panamá                       |         | Clasificación Mundial 2022 | 90' |
| 11. | 6 de octubre de 2021     | Nacional de Baréin, Riffa, Baréin                      | Curazao | 0-4 | Baréin                       |         | Amistoso                   | 90' |
| 12. | 9 de octubre de 2021     | Al Muharraq Stadium, Al Muharraq, Baréin               | Curazao | 1-2 | Nueva Zelanda                |         | Amistoso                   | 90' |

## Vida personal
Es el hermano menor del también futbolista Leandro Bacuna.

## Estadísticas
Actualizado al último partido disputado el 26 de mayo de 2025.
| Club                                  | Div.          | Temporada     | Liga  | Liga  | Copas nacionales | Copas nacionales | Copas internacionales(1) | Copas internacionales(1) | Total | Total |
| Club                                  | Div.          | Temporada     | Part. | Goles | Part.            | Goles            | Part.                    | Goles                    | Part. | Goles |
| ------------------------------------- | ------------- | ------------- | ----- | ----- | ---------------- | ---------------- | ------------------------ | ------------------------ | ----- | ----- |
| F. C. Groningen · Países Bajos        | 1.ª           | 2014-15       | 12    | 0     | 2                | 0                | —                        | —                        | 14    | 0     |
| F. C. Groningen · Países Bajos        | 1.ª           | 2015-16       | 16    | 0     | 2                | 0                | 1                        | 0                        | 19    | 0     |
| F. C. Groningen · Países Bajos        | 1.ª           | 2016-17       | 26    | 1     | 0                | 0                | —                        | —                        | 26    | 1     |
| F. C. Groningen · Países Bajos        | 1.ª           | 2017-18       | 33    | 1     | 2                | 2                | —                        | —                        | 35    | 3     |
| F. C. Groningen · Países Bajos        | Total club    | Total club    | 87    | 2     | 6                | 2                | 1                        | 0                        | 94    | 4     |
| Huddersfield Town A. F. C. Inglaterra | 1.ª           | 2018-19       | 21    | 1     | 2                | 0                | —                        | —                        | 23    | 1     |
| Huddersfield Town A. F. C. Inglaterra | 2.ª           | 2019-20       | 38    | 6     | 2                | 0                | —                        | —                        | 40    | 6     |
| Huddersfield Town A. F. C. Inglaterra | 2.ª           | 2020-21       | 43    | 5     | 1                | 0                | —                        | —                        | 44    | 5     |
| Huddersfield Town A. F. C. Inglaterra | Total club    | Total club    | 102   | 12    | 5                | 0                | —                        | —                        | 107   | 12    |
| Rangers F. C. Escocia                 | 1.ª           | 2021-22       | 6     | 1     | 2                | 0                | 4                        | 0                        | 12    | 1     |
| Rangers F. C. Escocia                 | Total club    | Total club    | 6     | 1     | 2                | 0                | 4                        | 0                        | 12    | 1     |
| Birmingham City F. C. Inglaterra      | 2.ª           | 2021-22       | 17    | 2     | ―                | ―                | ―                        | ―                        | 17    | 2     |
| Birmingham City F. C. Inglaterra      | 2.ª           | 2022-23       | 43    | 2     | 3                | 0                | ―                        | ―                        | 46    | 2     |
| Birmingham City F. C. Inglaterra      | 2.ª           | 2023-24       | 45    | 7     | 3                | 2                | ―                        | ―                        | 48    | 9     |
| Birmingham City F. C. Inglaterra      | Total club    | Total club    | 105   | 11    | 6                | 2                | 0                        | 0                        | 111   | 13    |
| Al-Wehda Club Arabia Saudita          | 1.ª           | 2024-25       | 32    | 3     | 2                | 1                | ―                        | ―                        | 34    | 4     |
| Al-Wehda Club Arabia Saudita          | Total club    | Total club    | 32    | 3     | 2                | 1                | 0                        | 0                        | 34    | 4     |
| Gaziantep F. K. Turquía               | 1.ª           | 2025-26       | 0     | 0     | 0                | 0                | ―                        | ―                        | 0     | 0     |
| Gaziantep F. K. Turquía               | Total club    | Total club    | 0     | 0     | 0                | 0                | 0                        | 0                        | 0     | 0     |
| Total carrera                         | Total carrera | Total carrera | 332   | 29    | 21               | 5                | 5                        | 0                        | 358   | 34    |
| (1) Incluye Liga Europa de la UEFA.   |               |               |       |       |                  |                  |                          |                          |       |       |